# Гасымов, Фамил Ислам оглы
Фамил Ислам оглы Гасымов (азерб. Famil İslam oğlu Qasımov; род. 1954, Шамхорский район) — советский азербайджанский животновод. Депутат Верховного Совета СССР 11-го созыва (1984—1989).

## Биография
Родился в 1954 году в селе Касум-Исмайлов Шамхорского района Азербайджанской ССР (ныне село Аглавашлы Шамкирского района).
В 1968—1974 годах — животновод колхоза имени Ленина Шамхорского района, в 1974—1976 годах служил в Советской Армии. С 1976 года — чабан колхоза имени Ленина Шамхорского района республики.
Достиг высоких результатов при выполнении плана по производству животноводческой продукции одиннадцатой пятилетки (1981—1985), побеждал в социалистическом соревновании. Уделял большое внимание интенсивному откорму животных, подбору оптимальных условий их содержания, должному уходу за ними. В 1983 году коллектив комсомольско-молодежной бригады овцеводов колхоза, в которой состоял и Гасымов, продал государству более 400 голов скота, средний вес проданных животных составлял более 40 килограмм, а с каждого животного было настрижено более 3 килограммов шерсти.
Активно участвовал в общественно-политической жизни республики и Советского Союза. В 1984 году избран депутатом Совета Национальностей Верховного Совета СССР 11-го созыва от Шамхорского избирательного округа № 222.
Проживает в родном селе Аглавашлы Шамкирского района Азербайджана.